# تورست تروفي
تورست تروفي (بالإنجليزية: Tourist Trophy)‏ ، هي لعبة فيديو من نوع رياضة الدراجات النارية، أنتجت عام 2006م وطورها بوليفوني ديجيتال ، ونشرها شركة سوني كمبيوتر إنترتنمنت.

## تقييم لعبة
| استقبال |         |
| --- | ------- |
| مجموع النقاط المجموع نقاط ميتاكريتيك 74/100 [ 4 ] نتائج المراجعة نشرة نقاط إدج 6/10 [ 5 ] إلكترونك غيمينغ مونثلي 7.17/10 [ 6 ] يورو غيمر 6/10 [ 7 ] فاميتسو 32/40 [ 8 ] غيم إنفورمر 8.5/10 [ 9 ] غيم ريفولوشن B− [ 10 ] غيم برو [ 11 ] غيم سبوت 8.2/10 [ 12 ] غيم سباي [ 13 ] غيم تريلرز 8.2/10 [ 14 ] غيم زون 8.8/10 [ 15 ] آي جي إن 8.4/10 [ 16 ] مجلة بلاي ستيشن الرسمية (الولايات المتحدة) [ 17 ] إيه. في. كلوب B+ [ 18 ] ذي تايمز [ 19 ] |         |
| مجموع النقاط |         |
| المجموع | نقاط    |
| ميتاكريتيك | 74/100  |
| نتائج المراجعة |         |
| نشرة | نقاط    |
| إدج | 6/10    |
| إلكترونك غيمينغ مونثلي | 7.17/10 |
| يورو غيمر | 6/10    |
| فاميتسو | 32/40   |
| غيم إنفورمر | 8.5/10  |
| غيم ريفولوشن | B−      |
| غيم برو | [ 11 ]  |
| غيم سبوت | 8.2/10  |
| غيم سباي | [ 13 ]  |
| غيم تريلرز | 8.2/10  |
| غيم زون | 8.8/10  |
| آي جي إن | 8.4/10  |
| مجلة بلاي ستيشن الرسمية (الولايات المتحدة) | [ 17 ]  |
| إيه. في. كلوب | B+      |
| ذي تايمز | [ 19 ]  |

## وصلات خارجية
- تورست تروفي على موقع IMDb (الإنجليزية)

- الموقع الرسمي
- Tourist Trophy official website, Global نسخة محفوظة 13 مارس 2019 على موقع واي باك مشين.